# Rußwurm (Adelsgeschlecht)

Wappen derer von Rußwurm

Rußwurm (auch Russworm, Rußwurmer oder Herren von Rußwurm / Russworm) ist der Name eines Adelsgeschlechts, das zum Uradel gehört, zum fränkisch geprägten Süden von Thüringen zählt und den fränkischen Rittergeschlechtern zugerechnet wird. Es wurde erstmals 1349 genannt und ist 1732 im Mannesstamm erloschen.

## Geschichte

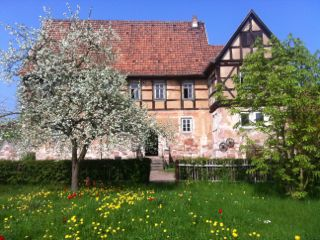
Rußwurmsches Herrenhaus in Breitungen

Mit Otto von Rußwurm wurde die Familie 1349 erstmals erwähnt.
Vermutlich in der zweiten Hälfte des 14. Jahrhunderts kam das Gut Breitungen/Werra an die Ritter Rußwurm, die dort 1370 erstmals erwähnt werden. Das dort heute noch bestehende Rußwurmsche Herrenhaus wurde nach einem Brand im Jahre 1600 von ihnen neu errichtet.
Im Jahre 1601 kam auch die Wasserburg in Hellingen im Heldburger Land (heute Landkreis Hildburghausen) von der Familie von Grumbach an die Rußwurms und wurde später in ein Schloss umgebaut.
Hermann Christof von Rußworm war kaiserlicher Feldmarschall im Dienst von Rudolf II. und wurde am 29. November 1605 in Prag in Folge einer höfischen Intrige enthauptet, eine Stunde vor dem Eintreffen des kaiserlichen Befehls, ihn freizulassen.
Anfang des 17. Jahrhunderts brachte die Familie mit Burckhard und Hieronymus weitere kaiserliche Feldmarschälle hervor. 
Ein Hans Georg auf Hellingen und Frauenbreitungen wird um 1649 als königlicher französischer Generalmajor und Kommandant zu Schorndorf erwähnt. Später diente er wieder auf deutscher Seite und soll an mehreren Feldzügen gegen die Türken teilgenommen haben. Dieser Hans Georg von Rußwurm heiratete 1658 eine von Gleichen, deren Familie möglicherweise eine niederadlige Nebenlinie der damals längst ausgestorbenen Grafen von Gleichen ist. Er vermachte Frauenbreitungen an die Erben des Hans Melchior von Butler zu Dietlas, darunter die von Miltitz, die es später besaßen.
1699 wird ein Carl-Ludwig erwähnt, der in Dresden gemeinsam mit König August dem Starken an einem Büchsenschießen teilgenommen habe. Die Rußwurmer sind 1732 mit dem markgräflich brandenburg-kulmbachischen Oberjägermeister Ernst Friedrich von Rußwurm in Deutschland ausgestorben.

## Gleichen gen. von Rußwurm

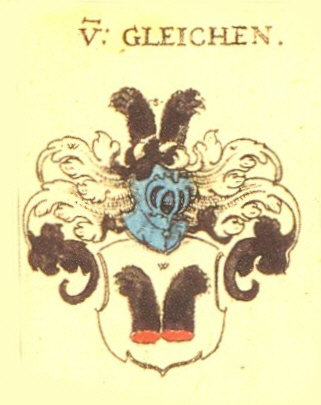
Das Wappen derer von Gleichen wurde mit dem der Rußwurm zu dem der Gleichen genannt von Rußwurm kombiniert.

Nach dem Tod des letzten Rußwurm erfolgte am 25. Februar 1732 mit kaiserlicher Genehmigung eine Namens- und Wappenvereinigung derer von Rußwurm mit denen von Gleichen; erster Träger des Namens und Wappens war Heinrich von Gleichen, ein Schwiegersohn des letzten von Rußwurm. Die Familie der Freiherren von Gleichen genannt von Rußwurm besteht bis heute.

## Wappen
Blasonierung: Die Familie von Rußwurm führte auf einem goldenen Schild einen knienden Mönch mit einem Buch und einer Gebetskette in den vorgestreckten Händen; die Helmzier wiederholt das Motiv des Wappenschildes.